# Distrito de Barranco
El distrito de Barranco es uno de los cuarenta y tres distritos que conforman la provincia de Lima, ubicada en el departamento homónimo, en el Perú. Limita al norte con el distrito de Miraflores, al este con el distrito de Santiago de Surco, al sur con el distrito de Chorrillos, y al oeste con el océano Pacífico. Con 2.808 km², es uno de los distritos más pequeños de la provincia de Lima. En 2023, obtuvo una población de 37 525 habitantes.

## Historia
Fue inicialmente poblado por pescadores. Oficialmente, es incorporado y reconocido como villorrio en 1860, nombrándose un primer Gobernador-Alcalde. En 1874, se constituye oficialmente como distrito, llamándose originalmente San José de Surco, con su capital La Ermita de Barranco. Su primer alcalde fue el general Pedro Bustamante.
Desde sus inicios, Barranco fue un balneario sumamente atractivo para los veraneantes limeños de clase media-alta y extranjeros en general, quienes, en su mayoría, se afincaron construyendo grandes ranchos y casonas, emulando estilos europeos. Su lejanía de la ciudad hacía de los trenes y, posteriormente, de los tranvías, una necesidad para el transporte. Con el paso de los años, y la creciente expansión y creación de otros distritos, Barranco se suma a la Metrópoli.
Dos hechos importantes ocurridos en el distrito, que han quedado registrados en la historia, pusieron a prueba a sus pobladores: primero, la guerra que se libró entre Perú y Chile, donde el distrito fue saqueado e incendiado por las tropas chilenas; posteriormente, en 1940, un terremoto de 8 grados en la escala de Richter destruye gran parte de su zona monumental. La preocupación, y empeño de sus vecinos y autoridades promovieron con éxito su reconstrucción, a través de importantes acciones conjuntas.

## Características
Está habitado fundamentalmente por familias de nivel socioeconómico alto y medio alto. En esta parte de la ciudad hay numerosos restaurantes, donde se puede degustar la variada gastronomía del Perú, existen a su vez bares bohemios, discotecas y, además, este distrito es uno de los más grandes impulsores del pisco.

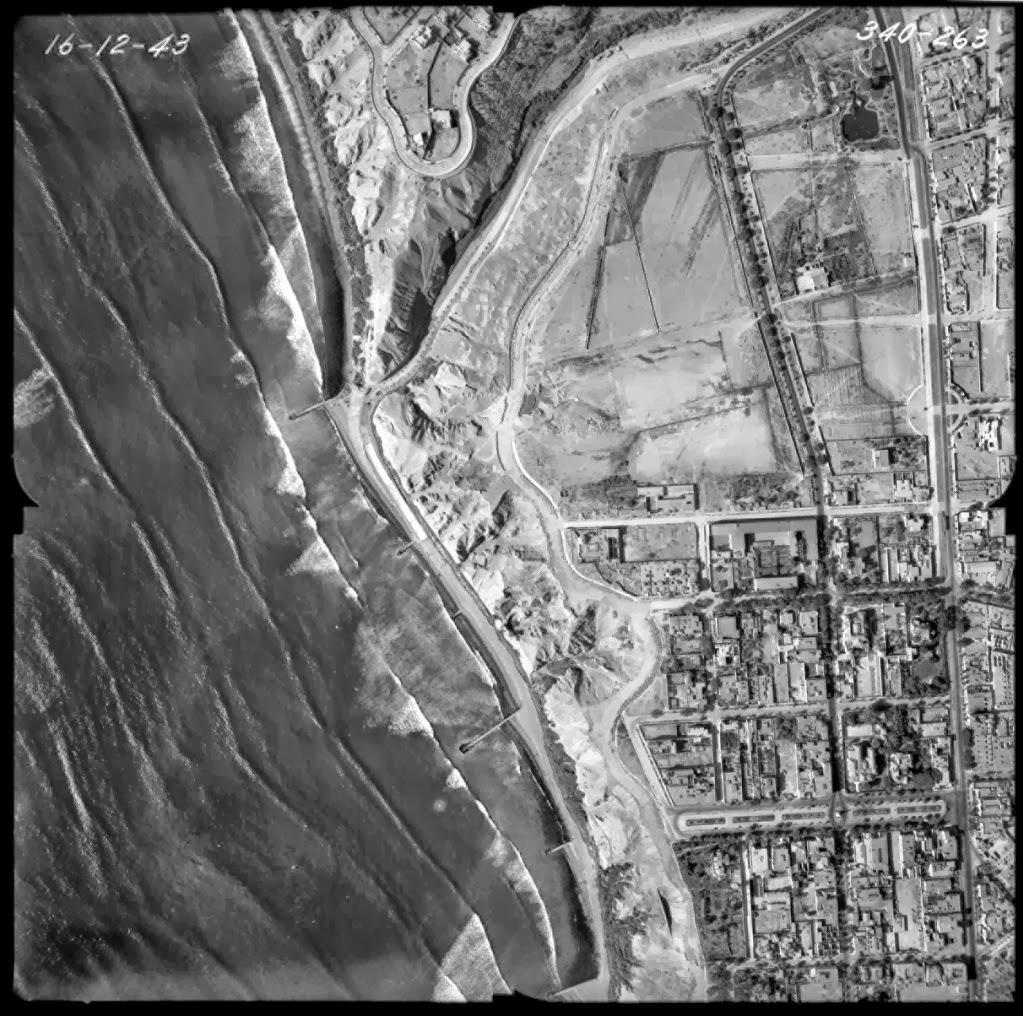
Fotografía aérea de Barranco en 1943.

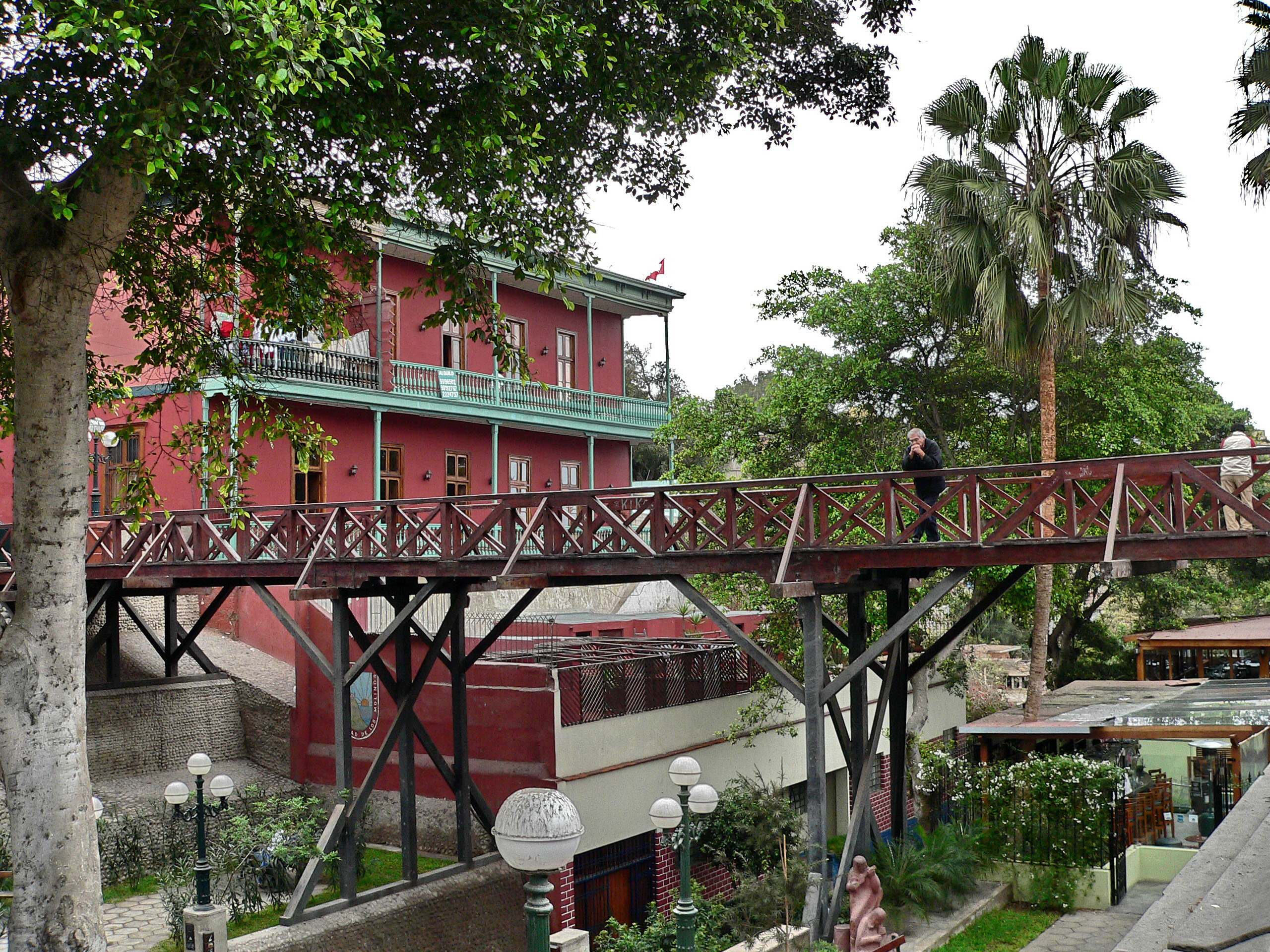
Puente de los Suspiros, principal atracción del distrito.

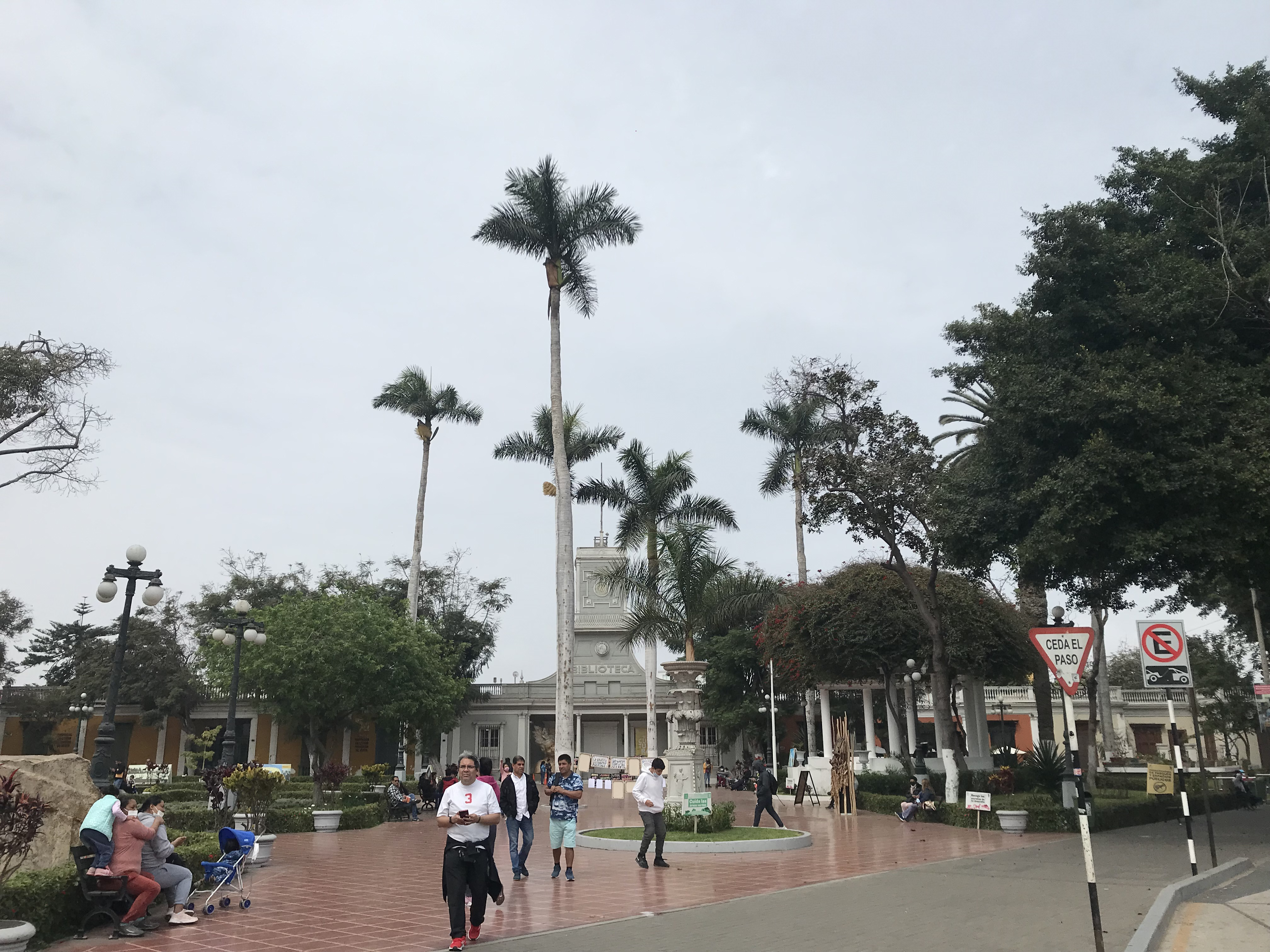
Biblioteca Municipal de Barranco vista desde la plaza principal.

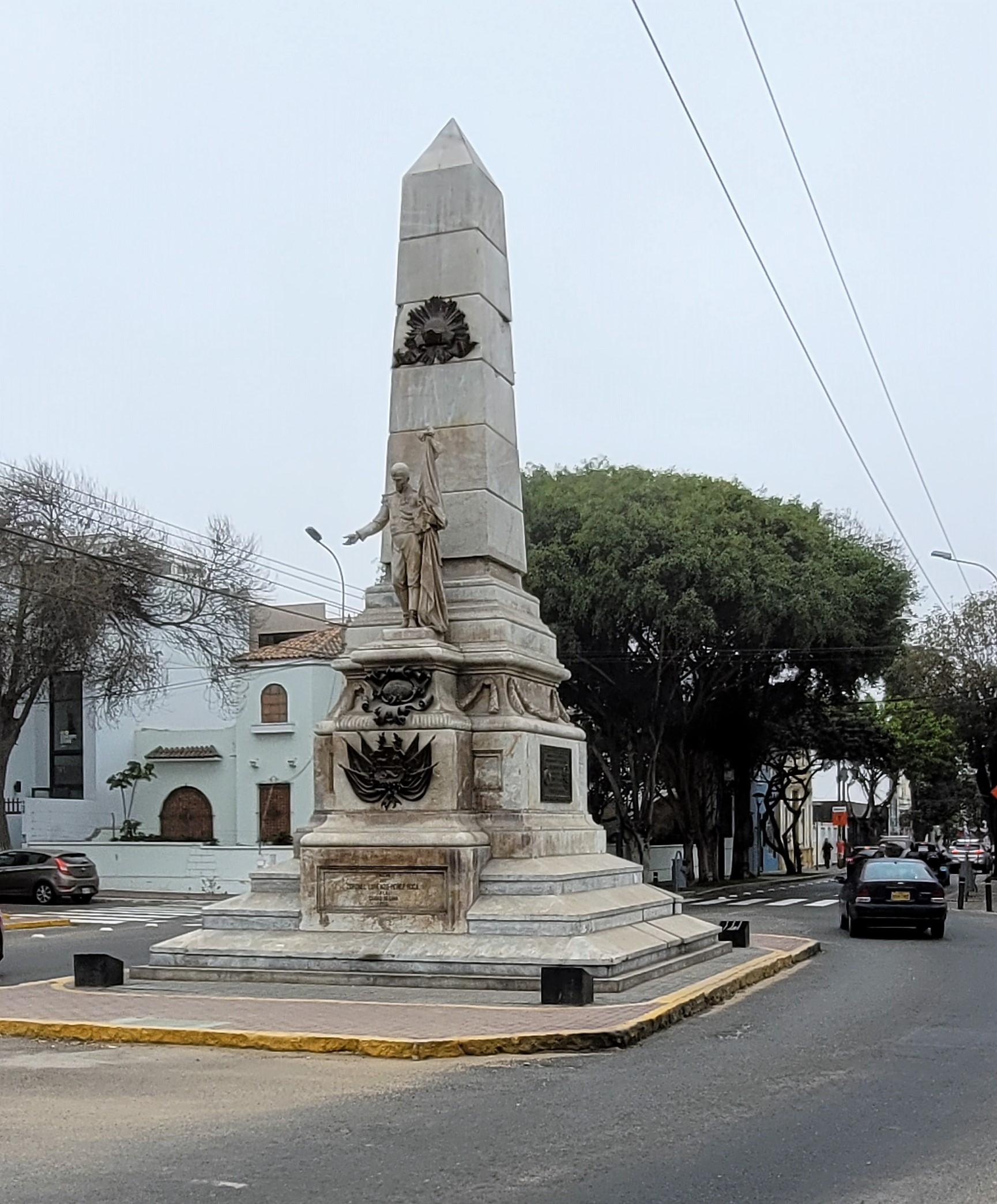
Obelisco memorial en una de las avenidas de Barranco.

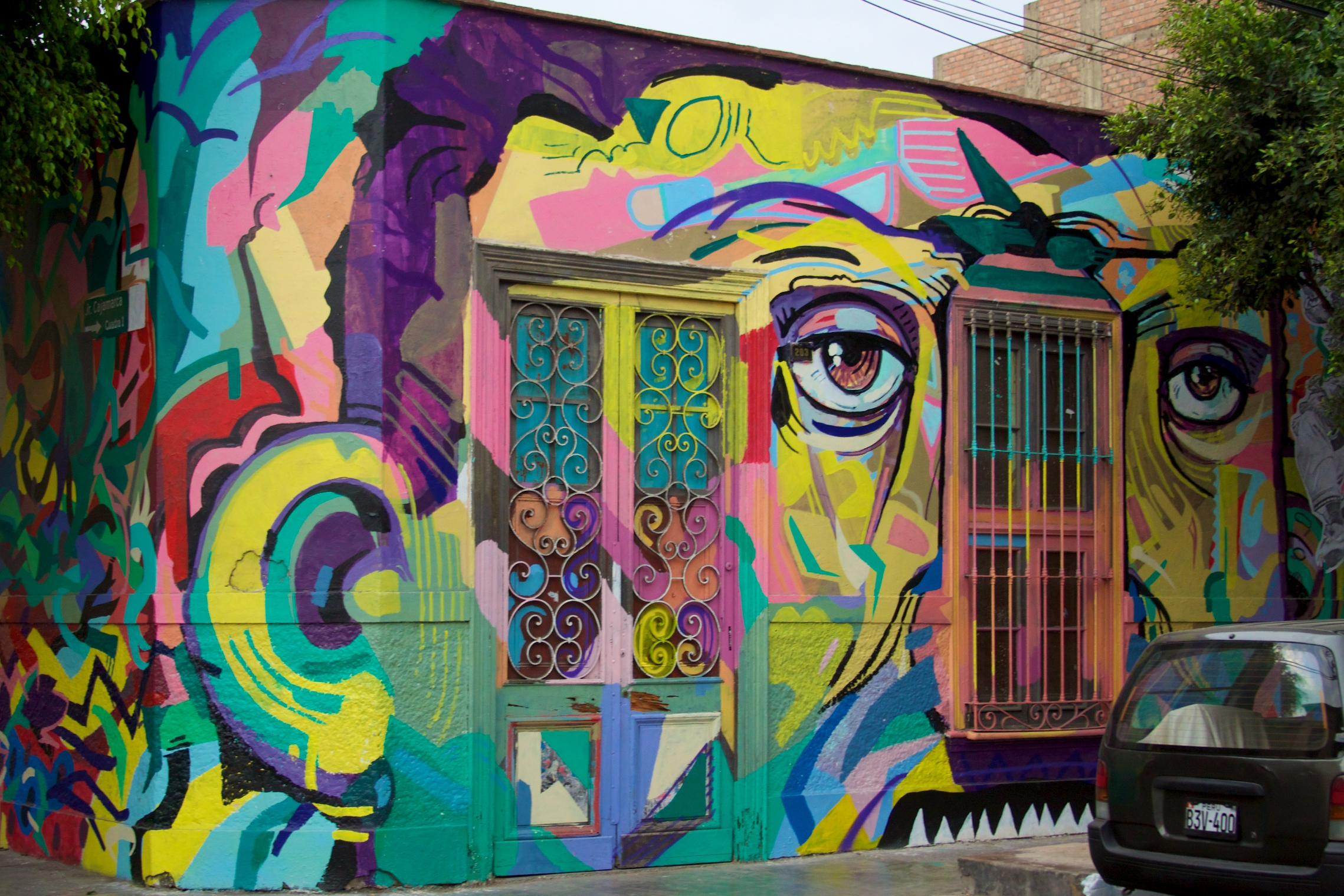
Arte urbano en una calle de Barranco.

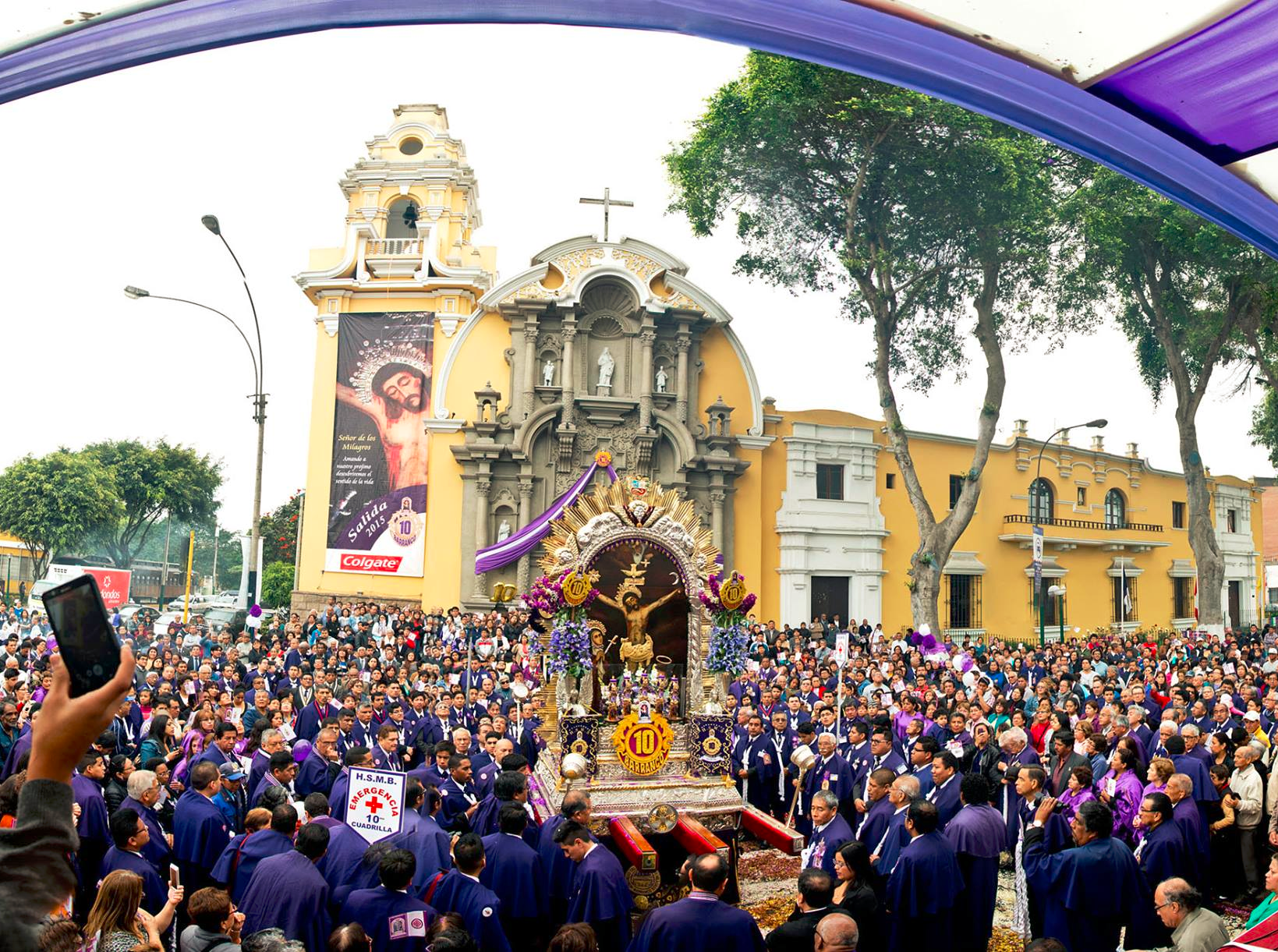
Cientos de fieles acompañan la procesión del Señor de los Milagros de Barranco en el mes de noviembre.

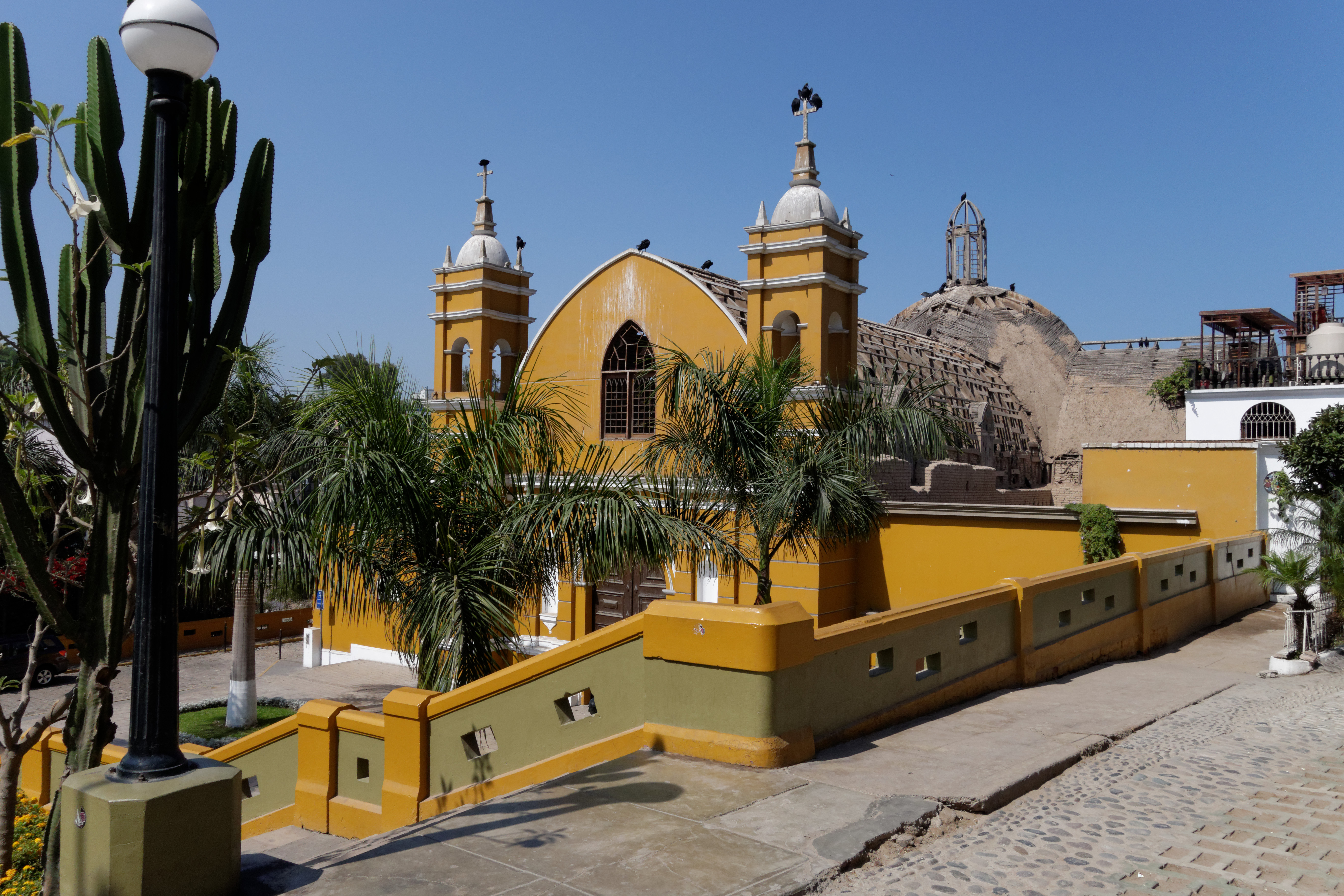
Ermita de Barranco.

Los fines de semana es el punto más concurrido de Lima por su variedad de bares, discotecas, peñas criollas, entre otros. Tanto jóvenes como adultos, suelen ir a Barranco a divertirse en busca de la llamada "Magia Barranquina", una esencia especial que lleva al pasado con sus casonas, sus calles y su ambiente Bohemio. Siendo considerado como uno de los 25 barrios más "hipster" del mundo
La compositora y cantante peruana Chabuca Granda, apurimeña de nacimiento, ha sido adoptada como hija de este distrito y hay una famosa alameda que lleva su nombre.

## Lugares turísticos

### Iglesia La Santísima Cruz
Principal templo católico de Barranco, ubicado en la Plaza municipal. En 1900, estando la iglesia terminada, el entonces presbítero De la Fuente y la población barranquina pidieron que la iglesia sea convertida en parroquia independiente de la de Surco y de la viceparroquia de Chorrillos. El Arzobispo aceptó la petición y el 12 de diciembre de 1903, el presbítero De la Fuente fue investido primer cura párroco de la nueva parroquia de la Santísima Cruz de Barranco que fue declarada como patrimonio cultural posteriormente. Esta parroquia alberga en su interior una de las imágenes con mayor devoción de Lima, la sagrada imagen del Señor de los Milagros de Barranco que sale en procesión en el mes de noviembre.

### Biblioteca Municipal
Destacada dentro de la ornamentación, la escultura de Danaide, venus o ninfa de mármol se encuentra en el centro del parque sobre un espejo de agua. Danaide, según la mitología griega, es el nombre genérico de las 50 hijas de Dánao, llamadas también Bélidas por su antepasado Belas; son las ninfas de los manantiales de la Argólida y figura entre las deidades acuáticas.
Existen también un jarrón etrusco, cuyo nombre es Candelabro de Barbenini, original del siglo II d. C. durante el periodo helenístico en el que destacan la decoración de elementos naturales como las hojas de acanto. Dos pedestales con angelitos llamados puttis realzan la belleza del parque, todos ellos trabajados en mármol de Carrara.

### Bajada de los Baños
Antiguamente, esta zona correspondía a una quebrada natural por donde bajaban los pescadores que venían desde Surco a las playas de Barranco. Con el correr de los tiempos, la Bajada estuvo cultivada de olivos y árboles de sauces que posteriormente fueron cambiados por ficus, lo que subsisten hasta la fecha. Las Buganvillas, enredaderas con flores de color fucsia -su nombre proviene de un botánico francés-, ornamentan el sendero. En los acantilados de la Bajada se fueron construyendo, desde un principios del siglo XX, hermosos ranchos que se conservan hasta la actualidad. Y también por esa bajada se ubica una casa de los duendes y el mirador.

### Puente de los Suspiros
Construido en 1876 e inaugurado el 14 de febrero durante el gobierno del alcalde Enrique García Monterroso; su construcción fue una necesidad primordial para unir los extremos de la quebrada y permitir el paso de las riberas de la calle Ayacucho, La Ermita. Soportó la guerra del Pacífico y fue testigo de la destrucción de Barranco, el 14 de enero de 1881, fecha en la que tropas chilenas incendian la ciudad destruyendo parte del templo de la Ermita y el Puente, por lo que se procedió a su reconstrucción, siendo reparado varias veces.

### Iglesia "La Ermita"
Antiguamente esta iglesia era una pequeña capilla la cual acudían humildes pescadores y viajeros, que haciendo un alto a sus labores solicitaban la intermediación de Dios a sus angustias. Su origen se confunde con la leyenda que motivó el origen de Barranco. Se dice que cierta vez salió un grupo de pescadores a cumplir con su faena pero como era invierno y la neblina cubría todo el litoral los pescadores se desorientaron y estuvieron perdidos varias horas, hasta que a lo lejos vieron una luz resplandeciente a la cual se dirigieron logrando llegar a la orilla y salvarse. Al aproximarse al lugar donde se originó aquella luz que los había guiado, comprobaron que se trataba de una cruz y desde aquella vez se convirtió en lugar de romería.

### Museo Pedro de Osma
Los fondos artísticos de este Museo provienen de la colección personal formada por Don Pedro de Osma Gildemeister entre 1936-1967. Gran conocedor del arte virreinal peruano, Don Pedro de Osma reunió paulatinamente en torno al patrimonio familiar notables objetos de los variados géneros y técnicas que reflejan la riqueza del arte peruano de los siglos XVI, XVII, XVIII, y XIX. Maravilloso. Queda en la avenida que lleva su nombre, avenida Pedro de Osma 423 - Barranco.

### Plaza San Francisco
Es uno de los lugares más encantadores de Barranco. Está circundada por típicos ranchos barranquinos con ventanas y jardines enrejados. La casa del gran poeta José María Eguren se ubica en la esquina de Colón 202.

### Iglesia San Francisco
Templo construido gracias a la contribución de don José Tiravanti, ingeniero italiano quién llegó al país en 1850 y fue alcalde de Barranco en 1887. Era un arquitecto de gran estilo y diseñó la iglesia que estuvo a cargo de la congregación Franciscana, razón por la cual el lugar donde se ubica tomó el nombre de Plaza San Francisco.
Lamentablemente, esta edificación no soportó el paso del tiempo, se hicieron modificaciones y la iglesia actual es de líneas modernas sin perder belleza y sobriedad en su diseño.

### Casa de Abraham Valdelomar
Barranco acogió a muchos intelectuales y artistas del país. Abraham Valdelomar fue uno de ellos. Su casa está ubicada en el pasaje Abregú, a orillas del acantilado. Este inmueble es un ejemplo de los primeros ranchos que existieron en el distrito. El 'Conde de Lemos' residió en Barranco por 1916.

### Malecón de los Ingleses
El malecón de los ingleses fue creado en 1891, cuando el inglés James Mathison donó parte de su terreno para su construcción. Es de los pocos sitios en Barranco que se resiste a la destrucción del patrimonio histórico, a pesar de que una reciente resolución directoral (R.D. N.º 1750/INC) lo ha delimitado.

### Museo de La Electricidad
Fue fundado el 9 de agosto de 1995. Este museo recoge la trayectoria histórico-cultural de la electricidad en el Perú. Destacan el paseo en tranvía eléctrico y su centro de documentación, además se pusieron varios artefactos eléctricos también por Barranco se encuentra el colegio Reino de España.

### Museo Mario Testino
Es una institución cultural fundada en julio de 2012; establecida para exhibir de manera permanente la obra del fotógrafo Mario Testino además de promover el arte y artistas peruanos e internacionales mediante exhibiciones temporales.

## Festividades en Barranco
En el mes de noviembre, Barranco se viste de Morado en honor al Señor de los Milagros. La procesión del Cristo Moreno de Barranco se lleva a cabo desde 1948 en este distrito, dándole así un ambiente festivo durante los 4 domingos que recorre las viejas calles barranquinas.
La imagen es un cuadro al óleo del autor peruano Oscar Chávez Molina que realizó el bello trabajo dentro del Monasterio de las Nazarenas de Lima con la autorización del Arzobispado. Dichas imágenes se veneran en la Parroquia Santísima Cruz de Barranco, que se ubica frente a la municipalidad.
Las imágenes van engalanadas con piedras preciosas, los rayos enchapados de oro. A los cuatro extremos del Anda, lado del Señor y la Virgen, se encuentran pesados ángeles de bronce bañados en plata portando una azucena. Se estima que el peso total de las sagradas andas es de 2,350 kilos.
La Hermandad del Señor de los Milagros de Barranco fue fundada el 22 de octubre de 1948. Actualmente, cuenta con 18 cuadrillas de hermanos cargadores, y grupos de hermanas cantoras y hermanas sahumadoras. Es una de las Hermandades de mayor jerarquía y organización en Lima.
Es definitivamente, la festividad religiosa más importante de este distrito, por la cantidad de fieles que congrega domingo a domingo en los recorridos procesionales y especialmente el día de su Guardada.

## División Administrativa
El cuadro muestra el centro poblado que pertenece al distrito de Barranco.
| Centro Poblado | Tipo de Centro Poblado |
| -------------- | ---------------------- |
| Barranco       | Urbano                 |

## Autoridades

### Municipales

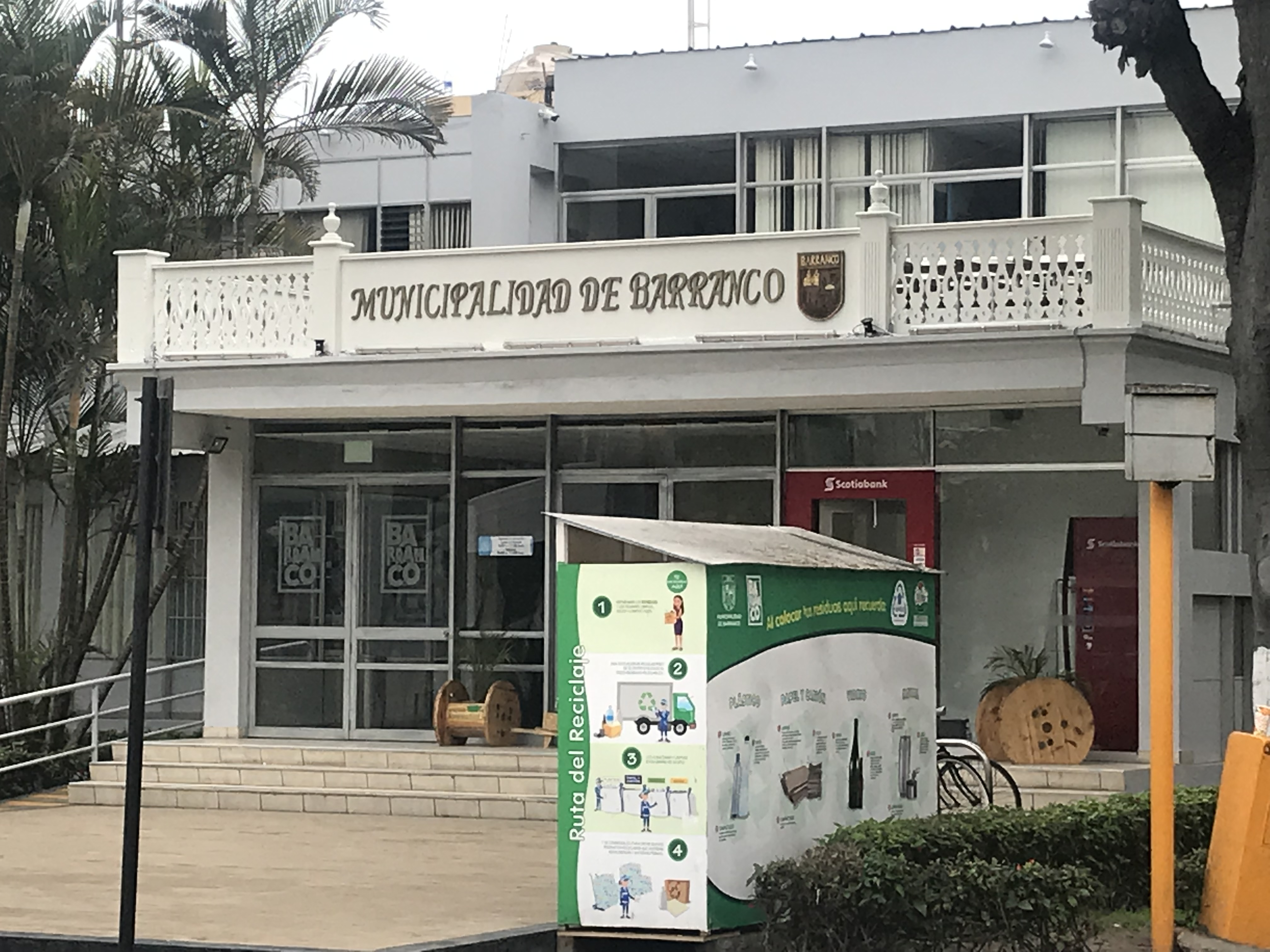
Municipalidad de Barranco.

| Cargo     | Autoridad electa             | Partido político | Partido político         |
| --------- | ---------------------------- | ---------------- | ------------------------ |
| Alcaldesa | Jessica Armida Vargas Gómez  |                  | Renovación Popular       |
| Regidor   | Jaime Chihuán León           |                  | Renovación Popular       |
| Regidora  | Katia Tataje Díaz de Francia |                  | Renovación Popular       |
| Regidor   | Juan Mariluz Montoya         |                  | Renovación Popular       |
| Regidora  | Nicole Muñóz Zevallos        |                  | Renovación Popular       |
| Regidor   | Aldair Santa Cruz Padilla    |                  | Renovación Popular       |
| Regidora  | Cristina Vásquez Hernández   |                  | Alianza para el Progreso |
| Regidor   | Marcos Montes de Oca Sánchez |                  | Somos Perú               |

## Hermanamientos
Municipios hermanados de la ciudad.
- Oakland, Míchigan, Estados Unidos[7]
- Jun, Granada, España[8]